# Resolució 836 del Consell de Seguretat de les Nacions Unides
La Resolució 836 del Consell de Seguretat de les Nacions Unides fou adoptada el 4 de juny de 1993. Després de reafirmar la resolució 713 (1991) i totes les resolucions subseqüents sobre la situació a Iugoslàvia, el Consell expressà la seva alarma per la contínua situació a Bòsnia i Hercegovina i va decidir estendre el mandat de la Força de Protecció de les Nacions Unides (UNPROFOR) permetent-li l'ús de la força per protegir les "àrees segures".
El Consell va reafirmar la resolució 819 (1993), la qual va demandar que un nombre de ciutats a Bòsnia i Hercegovina fossin tractades com a àrees segures i també va afirmar la sobirania, integritat territorial i independència del país, condemnant tots els atacs i accions militars contra ell. El Consell també va expressar la seva preocupació sobre les serioses violacions de la llei humanitària internacional, inclosa l'ocupació de territori per la força o per neteja ètnica.
La resolució va reafirmar la prohibició de vols militars imposada en les resolució 781 (1992), 786 (1992) i 816 (1993) sobre Bòsnia i Hercegovina i va assegurar que el concepte d'"àrees segures" era en resposta a una emergència i contribuiria a una solució política duradora, però no seria una fi en si mateixa. També va destacar que una solució duradora requeriria la fi d'hostilitats, la retirada des de territoris presos per la força o per neteja ètnica, el dret dels refugiats a tornar a les seves llars i el respecte del territori de Bòsnia i Hercegovina.
Actuant sota el Capítol VII de la Carta de les Nacions Unides, el Consell va cridar a la implementació total de totes les resolucions prèvies i va decidir expandir el mandat de la UNPROFOR per permetre-li prevenir els atacs en àrees segures, vigilar l'alto el foc, promoure la retirada d'unitats militars i paramilitars alienes a les del govern de Bòsnia i Hercegovina i per ocupar punts clau al territori a més de proveir ajuda humanitària proveïda en la resolució 776 (1992). Les àrees segures imposades foren mesures temporals amb l'objectiu de revertir les conseqüències de la violència i permetent a persones desallotjades a tornar a les seves llars.
Dirigint-se al Secretari General Boutros Boutros-Ghali, el Consell li va demanar fer ajustos o reforçar UNPROFOR per a implementar la present resolució i per a dirigir la Comandant de UNPROFOR a redesplegar les tropes a Bòsnia i Hercegovina, exigint als Estats membres que contribuïssin a la força de manteniment de pau tant en termes de personal com de logística. UNPROFOR llavors va ser autoritzada a prendre mesures, inclosa l'ús de la força, com a resposta a bombardejos, atacs, o la interferència d'UNPROFOR o combois humanitaris en àrees segures.
El Consell també va autoritzar als estats a utilitzar totes les mesures necessàries, a través de poder aeri, per recolzar UNPROFOR al voltant de les àrees segures. Se li va demanar al Secretari General que informés dins de 7 dies sobre com la resolució actual seria implementada i els costos necessaris. Dins de dos mesos, Boutros-Ghali havia d'informar sobre la implementació i el reforç d'aquesta resolució. Finalment, el Consell va destacar la possibilitat d'implementar mesures més noves i fortes si calia.
La resolució 836 va ser aprovada per 13 vots i cap en contra, amb dues abstencions de Pakistan i Veneçuela.